# Radosław Cierzniak
Radosław Cierzniak (Szamocin, 24 aprile 1983) è un ex calciatore polacco, di ruolo portiere.

## Carriera
Nelle stagioni in cui ha giocato vi sono squadre polacche ed ucraine, come Volyn', Amica Wronki e Lech Poznan. Il 12 gennaio si accasa all'Alki Larnaka con due anni e mezzo di contratto. Debutta con il KS Cracovia il 23 marzo 2012 nella sconfitta casalinga per 1-3 contro il Górnik Zabrze. Debutta con i nuovi compagni scozzesi il 2 agosto 2012 nel pareggio casalingo per 2-2 contro i russi della Dinamo Mosca in Europa League.
Debutta in Champions League il 22 novembre 2016 nella sconfitta per 8-4 sul campo del Borussia Dortmund.

### Nazionale
Con la nazionale debutta in un'amichevole del 7 febbraio del 2009 contro la Lituania.

## Statistiche

### Cronologia presenze e reti in nazionale
| Cronologia completa delle presenze e delle reti in nazionale ― Polonia | Cronologia completa delle presenze e delle reti in nazionale ― Polonia | Cronologia completa delle presenze e delle reti in nazionale ― Polonia | Cronologia completa delle presenze e delle reti in nazionale ― Polonia | Cronologia completa delle presenze e delle reti in nazionale ― Polonia | Cronologia completa delle presenze e delle reti in nazionale ― Polonia | Cronologia completa delle presenze e delle reti in nazionale ― Polonia | Cronologia completa delle presenze e delle reti in nazionale ― Polonia |
| Data                                                                   | Città                                                                  | In casa                                                                | Risultato                                                              | Ospiti                                                                 | Competizione                                                           | Reti                                                                   | Note                                                                   |
| ---------------------------------------------------------------------- | ---------------------------------------------------------------------- | ---------------------------------------------------------------------- | ---------------------------------------------------------------------- | ---------------------------------------------------------------------- | ---------------------------------------------------------------------- | ---------------------------------------------------------------------- | ---------------------------------------------------------------------- |
| 7-2-2009                                                               | Chorzów                                                                | Polonia                                                                | 1 – 1                                                                  | Lituania                                                               | Amichevole                                                             | -1                                                                     |                                                                        |
| Totale                                                                 |                                                                        | Presenze                                                               | 1                                                                      |                                                                        | Reti                                                                   | -1                                                                     |                                                                        |

## Palmarès

### Club

#### Competizioni nazionali
- Coppa di Polonia: 1

Legia Varsavia: 2017-2018
- Campionato polacco: 2

Legia Varsavia: 2017-2018, 2020-2021